# Dubbel boekhouden

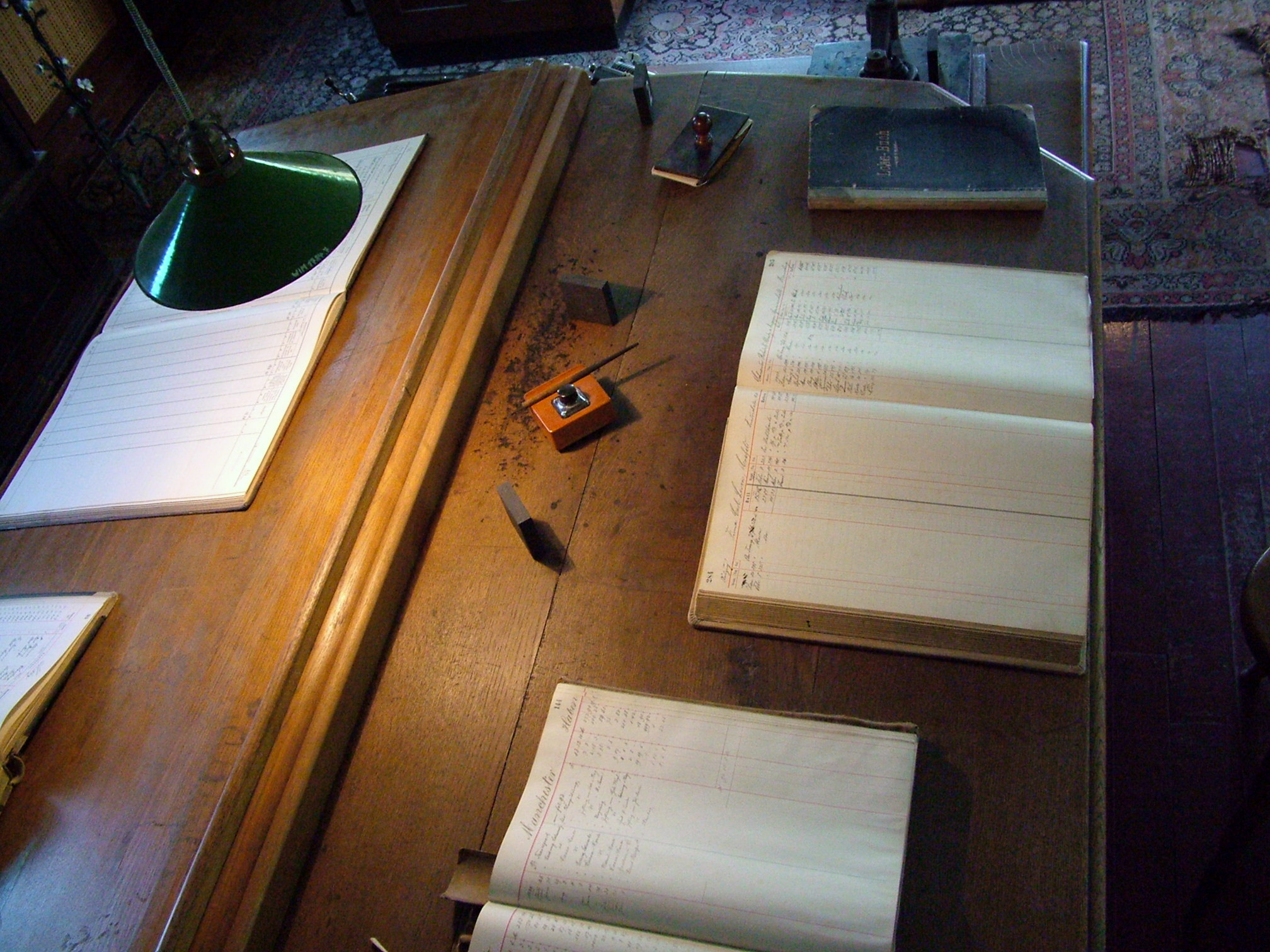
Schrijftafel met kasboek voor dubbel boekhouden rond 1910

Het dubbel boekhoudsysteem, kortweg dubbel boekhouden, is een methode van boekhouden waarbij elke transactie of gebeurtenis op zijn minst op twee verschillende manieren wordt geadministreerd. Elke transactie wordt hierbij zowel aan de creditkant van een of meer grootboekrekeningen geboekt, als aan de debetkant van een of meer grootboekrekeningen. Hierbij wordt gebruikgemaakt van dagboeken, zoals kasboek, inkoopboek of verkoopboek, die een automatische tegenrekening kunnen hebben ingesteld.
Het dubbel boekhouden is een set van regels voor het opslaan van financiële informatie in een financieel boekhoudsysteem. Het dubbel boekhoudsysteem zoals dat vandaag de dag gehanteerd wordt, kreeg zijn uiteindelijke vorm al in de 15e eeuw. In België moeten boekhoudplichtige ondernemingen hun boekhouding in principe voeren volgens het principe van dubbel boekhouden. Bepaalde ondernemingen die een omzet hebben van minder dan 500.000 euro zijn hier niet toe verplicht.

## Boekingen
De klassieke voorstelling van zo'n boeking of journaalpost is
| te debiteren rekening      | 000.000 |         |
| aan te crediteren rekening |         | 000.000 |
Het gevolg van de techniek van dubbel boekhouden is dat het eindresultaat van zo'n boekhouding noodzakelijk tweemaal hetzelfde bedrag geeft, eenmaal aan de debetzijde en eenmaal aan de creditzijde. Het credittotaal moet gelijk zijn aan het debettotaal, en dat zowel in de gezamenlijke journalen (het centraal dagboek) als in de gezamenlijke rekeningen (het grootboek).
Computers met een boekhoudpakket zorgen ervoor dat in sommige dagboeken elk bedrag maar eenmaal ingebracht hoeft te worden, maar de manier waarop het programma de gegevens registreert en sorteert, komt nog altijd neer op de klassieke dubbele registratie.
Het opsplitsen van de rekeningen in balansrekeningen en resultatenrekeningen resulteert in een balans en een resultatenrekening die samen met eventuele toelichtingen de jaarrekening vormen. De resultatenrekening en de balans vloeien, anders dan bij het enkel boekhouden, automatisch voort uit de (correct) gevoerde boekhouding.

## Boekhoudregels
De hiervoor genoemde boekingen worden aan de hand van de onderstaande regels uitgevoerd:
1. Bij toename bezit: rekening van bezit debiteren.
2. Bij afname bezit: rekening van bezit crediteren.
3. Bij toename schuld: rekening van schuld crediteren.
4. Bij afname schuld: rekening van schuld debiteren.
5. Bij toename eigen vermogen: (hulp)rekening eigen vermogen crediteren.
6. Bij afname eigen vermogen: (hulp)rekening eigen vermogen debiteren.

De rekening 'eigen vermogen' wordt gedurende de boekingsperiode niet direct bijgewerkt. Via hulprekeningen van het eigen vermogen worden de mutaties van het eigen vermogen bijgehouden; dus feitelijk via de resultatenrekening. Bij het afsluiten van de boekingsperiode (vaak een jaar) wordt het saldo (winst of verlies) toegevoegd aan het eigen vermogen.

### Rekening van bezit
- Immateriële activa (bijvoorbeeld goodwill)
- Materiële activa (bijvoorbeeld gebouwen, meubilair, rollend materieel, terreinen)
- Financieel vaste activa (deelnemingen in ondernemingen)
- Vlottende activa (bijvoorbeeld voorraad, handelsdebiteuren, bank, kas)

### Rekening van schuld
- Langlopende schulden (bijvoorbeeld banklening)
- Kortlopende schulden (bijvoorbeeld leveranciers)

### Hulprekeningen Eigen vermogen
- Opbrengsten (bijvoorbeeld Omzet)
- Kosten (bijvoorbeeld lonen, rente, inkoopwaarde verkopen)

### Rekeningnummers
De rekeningen, of beter grootboekrekeningen, hebben meestal een decimaal nummer, dit ter vereenvoudiging van de boekhoudkundige verwerking.

### België
In België is het gebruik van het Minimum Algemeen Rekeningenstelsel verplicht:
| Klasse | Titel                                                                                  |
| ------ | -------------------------------------------------------------------------------------- |
| 1      | Eigen vermogen, voorzieningen voor risico's en kosten en schulden op meer dan een jaar |
| 2      | Oprichtingskosten, vaste activa en vorderingen op meer dan een jaar                    |
| 3      | Voorraden en bestellingen in uitvoering                                                |
| 4      | Vorderingen en schulden op ten hoogste een jaar                                        |
| 5      | Geldbeleggingen en liquide middelen                                                    |
| 6      | Kosten                                                                                 |
| 7      | Opbrengsten                                                                            |
| 0      | Niet in de balans opgenomen rechten en verplichtingen                                  |

### Nederland
In Nederland bestaat er geen wettelijk voorschrift omtrent de codering van de grootboekrekeningen. Er is wel sprake van een onofficiële gebruikte standaard bij het coderen van de grootboekrekeningen (zie ook Rekeningschema):
| Reeks | Post                                                      |
| ----- | --------------------------------------------------------- |
| 0xxx  | Vaste activa, eigen vermogen en schulden op lange termijn |
| 1xxx  | Vlottende activa en vlottende passiva                     |
| 2xxx  | Tussenrekeningen                                          |
| 3xxx  | Voorraad                                                  |
| 4xxx  | Kosten                                                    |
| 7xxx  | Inkopen                                                   |
| 8xxx  | Omzet                                                     |